# がんばれゴエモン〜もののけ道中 飛び出せ鍋奉行!〜
『がんばれゴエモン もののけ道中 飛び出せ鍋奉行!』（がんばれゴエモン もののけどうちゅう とびだせなべぶぎょう）は、コナミが開発し1999年12月16日にに発売されたゲームボーイカラー用ロールプレイングゲーム。
がんばれゴエモンシリーズのゲームボーイ用ソフト第4作目。同時期に発売されたNINTENDO 64用ソフト『ゴエモン もののけ双六』（1999年）と内容がリンクしている。

## システム
構成
前作『がんばれゴエモン〜天狗党の逆襲〜』（1999年）に続いて発表されたロールプレイングゲームだが、一部の戦闘システムや移動システムなどに大幅な変更が加えられている。武器や防具の存在、1キャラクターにつき3つの術の習得などはそのまま継承されている。また、本作では宿屋の利用に料金を必要としない特徴がある。持ち歩ける金額は最大で9999両、アイテム数は最大で25個まで。音楽や一部の登場キャラクターなどは他のシリーズから転用している。
戦闘
前作で採用された前衛、後衛の隊列システムによる戦闘方式が排除され、戦闘に参加するキャラクター1人を切り替えて戦闘を行う新しい戦闘システムが採用された。敵の出現数は最大3体で、同じ敵キャラクターがグループとして出現する事はない。後述の「もののけ」を連れ歩く事により、戦闘中のサポーターとして利用できるが、もののけの行動は全て自動で処理されるため、プレイヤーはキャラクターの行動選択のみに留まる。術の使用に関しては、前作の忍術ポイント（=マジックポイント）の消費から各キャラクターに設定された術の共通使用回数制限に変更された。キャラクター全員が戦闘不能になるとゲームオーバーとなり、「つづける」を選ぶと最後に訪れたエリアの地図上の地点からの再開、「やめる」を選ぶとタイトル画面に戻る。
移動
大幅な移動は「日本地図」（=全体マップ）の利用によるショートカットが可能。一度でも足を運んだ場所であれば、「日本地図」の利用で移動できるようになる。移動できる地点には「町エリア」「街道エリア」「遺跡エリア」の3つがあり、遺跡の中には指定された料金を支払うことで回復、セーブ、ダンジョン脱出を行う「お助け地蔵」が最低でも1体配置されている。
預け屋
ゲームオーバーとなった際に「つづける」を選択すると、経験値と装備中のアイテム以外（アイテム「携帯電話」は除く）は金も含めて全て消失してしまうため、これを防ぐために各地の町には金とアイテムを預かる「預け屋」が存在する。保管および引き出しに料金を必要とせず、預金限度額は999999両、アイテム保管数は80個まで。

### もののけ
敵として登場する「もののけ」をつるりん和尚から授けられた「ひょうたん」を使って封印、捕獲し、各地の「ほろほろ寺」でゴエモンたちに憑依させることでパートナーとして利用できる。もののけを捕獲した直後のみ、本名とは別に名前の入力が可能。パートナーとして戦闘に参加させることでレベルアップし、基本ステータスが上昇、キャラクターの戦う度合いや行動の傾向によって性格が変化し、戦闘での行動にも変化が生じる。
また「はぐれ町」にある総本山に限り、「もののけ融合の術」を用いてもののけの強化が行える。これは、先に強化したいもののけAを、次に素材となるもののけBを選択して、もののけBが持つ特殊技能をもののけAに任意で選択継承できるシステムである。
もののけの特殊技能には共通して8のスペースが設けられており、特殊技能の効果が高くなるに従って1、2、3･･･と占有スペースが大きくなっていくため、8のスペースに収まるように取捨選択しなければならない。もののけの持つ特殊技能には、敵に何らかの影響を及ぼす基本的なものから、敵味方全員に影響を及ぼすものや味方にのみ影響を及ぼすもの、継承不可能な専用技能、特定の技能が集まって初めて発動する複合技能、憑依した特定のメンバーと強力な連携攻撃を繰り出す合体技能などがある。
もののけの一部には、以下の2つの方法で一度でも呼び出さない限り、該当する生息地に出現しない特殊なもののけが存在する。
「護符」の利用
アイテム「護符」を使い、上記の融合システムを利用して特定のもののけと護符を組み合わせることによって、特殊なもののけを人工的に生み出す。それぞれの護符には、ヒントとして該当するもののけの組み合わせが虫食いで記されている。全10種類。
「禁断の秘法」の利用
アイテム「禁断の秘法」を使い、『もののけ双六』で入手したパスワードを入力することによって、特殊なもののけを召喚する。召喚されたもののけは、自動的に「ほろほろ寺」へ送られる。全20種類。
各地の「ほろほろ寺」で閲覧できる「もののけ図鑑」を利用すると、封印によって捕獲したもののけの由来、属性、生息地、特殊技能が確認できる。上記の特殊なもののけを含めた全146種類のうち、『もののけ双六』で利用できるパスワードを持つもののけが18種類存在する。
双方にセーブデータがある状態で通信ケーブルを繋ぎ、タイトル画面の「通信」を選ぶと捕獲、育成したもののけを使っての通信対戦と交換が可能。

## 登場キャラクター

### 主要キャラクター
ゴエモン
主人公。「はぐれ町」に住む天下の義賊。エビス丸と茶店でくつろいでいた所にサスケが現れ、物知りじいさんからの伝言に応じて大江戸城へ足を運ぶ。
専用武器
キセル、剣
術1：キセルアタック
炎を纏ったキセルで敵一体に強烈な打撃を与える。
術2：小判投げ
小判を投げて敵全員を攻撃する。
術3：マジぎれ
怒りを極限まで高め、攻撃力を上げる。
特殊能力
なし

エビス丸
「正義の忍者」を自称するゴエモンの相棒。物知りじいさんの呼び出しを受けて茶店を飛び出したゴエモンを追って、団子に未練を残しつつ大江戸城へ足を運ぶ。
専用武器
ハンマー、打撃武器
術1：毒針
敵一体に毒針を打ち込み、あらゆるステータス異常を与える。
術2：脱力の舞い
気の抜ける舞いを見せつけ、敵一体の能力を低下させる。
術3：ちびエビスン
体そのものを縮小し、回避率を上げる。
特殊能力
強風地帯で吹き飛ばされない。

サスケ
物知りじいさんが作り上げたからくり忍者の傑作。物知りじいさんの遺跡発掘調査に同行し、ゴエモンたちを呼んでくるように頼まれた。
専用武器
くない、刀
術1：サスケ爆弾
特製の爆弾を投げて敵全員を攻撃する。
術2：影縛り
敵の影を縛り付け、行動不能状態にする。
術3：善悪スイッチ
サスケの善悪プログラムを切り替え、戦闘が終了するまで自動で通常攻撃のみを行う。
特殊能力
溶岩地帯でダメージを受けない。

ヤエ
日本で巻き起こる怪事件を隠密に捜査する「秘密特捜忍者」の一人。ゴエモンたちが心眼石の捜索をしている情報を入手し、途中から仲間に加わる。
本作から衣装デザインが変更された。
専用武器
バズーカ、弓
術1：癒しの術
味方一人に癒しの気を送り、体力を回復する。
術2：覚醒の術
味方一人を気の力で覚醒させ、あらゆるステータス異常を回復する。
術3：人魚変化
人魚変化の術で変身し、尾びれで敵一体を痛烈にひっぱたく。
特殊能力
水中を移動できる。

### サブキャラクター
つるりん和尚
全国に末寺を有し、ゴエモンの住む「はぐれ町」に総本山を構える「ほろほろ寺」の和尚。名前は一度だけ変更可能で、ここで決定した名前がセーブデータの見出しとなる。物知りじいさんの実兄であり、「もののけ融合の術」を会得している日本でただ一人の高僧だが、アイテム「××な本」（×にはハートマークが入る）を持っていると興奮気味に譲ってほしいと頼み込み、それでも手に入らないとわかると落胆しつつも「何があっても物知りじいさんにだけは譲るな」と釘を刺すなど、僧侶らしからぬ一面を見せる。
物知りじいさん
伊賀の山奥のからくり忍者屋敷に居を構え、サスケを筆頭に様々な発明品を作り出している発明家。大江戸城の敷地内で発見された遺跡の調査中に古びた石版を発見し、そこに記された碑文が正しいものかどうかを調査するためにゴエモンたちを呼び出した。つるりん和尚の実弟であり、アイテム「××な本」を持っていると興奮気味に譲ってほしいと頼み込み、それでも手に入らないとわかると落胆しつつも「何があってもつるりん和尚にだけは譲るな」と釘を刺すなど、相変わらずのスケベぶりを見せる。
シグラ
物知りじいさんと殿様の依頼を受けて、富士の樹海の奥深くにあるとされる石像を発見した先で出会った小鬼。「盗賊妖怪3人衆」が心眼石の力を使って悪事を働こうとしている旨をゴエモンたちに告げ、心眼石捜索の協力を買って出る。
コリュウタ
『がんばれゴエモン外伝2〜天下の財宝〜』に登場した龍神族の子ども。とある一件から、鳴門海峡を通過する船を脅かす龍となってゴエモンたちの前に立ちはだかる。
おみつ
ゴエモンの住む「はぐれ町」のアイドルであり、シリーズのヒロイン。今回は茶店で働いており、やり取りの中でゴエモンは普段からツケで飲食をしていることが明かされた。
殿様
大江戸城の殿様。相変わらずお気楽な雰囲気を漂わせているが、ある日に大江戸城の敷地内で遺跡が発見されたため、物知りじいさんに発掘調査を依頼した事から物語の始まりを紡ぎ出した本作のキーパーソン。

### 敵キャラクター
タケル
「盗賊妖怪3人衆」のリーダー。各地の遺跡に封印されている心眼石をめぐって、ゴエモンたちの前に再三現れる修験者風の男性。実力こそあるもののどこか抜けた所があり、ミロクとイマリに振り回されている。
ミロク
「盗賊妖怪3人衆」のメンバー。ゴエモンたちの留守を狙って、物知りじいさんから石版を奪い取った大人の色気溢れる女性。物欲の塊で、宝箱の在処を探知できる特殊能力を持つ。
イマリ
「盗賊妖怪3人衆」のメンバー。屈強な体格を活かした怪力が持ち味だが、盗賊を名乗る割には純朴で無欲という性格の男性。極度の方向音痴。
プラズマ
『ネオ桃山幕府のおどり』からのゲスト出演。
　額に「ぷ」と黒く染め抜かれた深紫色の三角頭巾をかぶり、虎柄の越中褌一丁という奇妙な格好をしている人物。
過去作では占い屋であったが、本作ではなぜか「風の遺跡」に安置されている「風の心眼石」の守護神として登場する。
「プラズマぁー!!」と叫ぶ癖がある。
モグドリル
「地の遺跡」に安置されている「土の心眼石」の守護神。両手にショベルカーのバケット、鼻に掘削ドリルを装備し、土木作業員の格好をしたモグラ。心眼石を守る立場にある一方で、ライフワークでもあるトンネル掘りに専念したいという葛藤を抱えており、短気な性格のため非常に機嫌が悪い。
タイサンバ
『ネオ桃山幕府のおどり』からのゲスト出演。
過去作では敵側の巨大からくりロボとして登場したが、本作ではなぜか「水の遺跡」に安置されている「水の心眼石」の守護神として登場。自身を美しい人魚だと思い込んでいる。
ぶんぶく
「火の遺跡」に安置されている「火の心眼石」の守護神。背負子（しょいこ）で燃え盛る薪を背負い、拍子木を持つ巨大な狸。軟弱者が大嫌いな性格で、心眼石を求めてやって来たゴエモンたちとの戦いに敗れてなお、毅然とした態度でその場を悠々と去った立ち振る舞いはヤエに絶賛された。
うしのこく
「木の遺跡」に安置されている「木の心眼石」の守護神。自意識を持った巨大な藁人形で、暗い場所を好み、呪いを得意としている。
せとだゆう
「力の遺跡」に安置されている「力の心眼石」の守護神。瀬戸物の集合体であるため、非常に硬い。「心眼石を得ようとする者は守護神と戦う」というお約束を理解し、それでも立ち向かってくるゴエモンたちの事はまんざら嫌いではないと述べた。
地獄の鍋奉行
タケルが完全に解読した碑文に「大魔王」として記されている存在。どんな願いでも一つだけ叶えてくれるらしく、召喚のためには6つの心眼石が必要とされている。
サトリ
青森の村長が持つリンゴ園に居座って困らせていたが、子どもたちにはリンゴをあげるなど優しい一面を持つ。相手の心が読めるため、誰も何もできなかった。後に通常のもののけとして登場する。
ワニザメ
青森から函館へ向かう豪華客船「くいーんびすまる号」を強奪しようと就航中に襲ってきた海賊。お供のうみボウズからは「アニキ」と呼ばれており、ハワイ辺りの暖かい海で美女をはべらすのが夢。後に通常のもののけとして登場する。
ギョニーン
大阪の住民を次々と襲い、魚に強い恐怖を示す原因を作った。後に通常のもののけとして登場する。
かしゃ
別府で「地獄めぐり」の門番をしている娘の父の墓を襲いに来た。強い無念を残した魂を地獄に送る事を至上の楽しみとしている。バトルでは所持しているおにぎりを奪って食べて回復しまう。後に通常のもののけとして登場する。

## スタッフ
- ディレクター、背景デザイン：堀江浩司
- 企画：堀江浩司、片岡健一
- システム・プログラム、フィールド・プログラム：堂前嘉樹
- シナリオ・プログラム：片岡健一
- 戦闘プログラム：中塚公彦
- プレイヤー・デザイン：藤原千子
- 戦闘デザイン：飛岡知恵子
- サウンド・デザイン：戸島壮太郎、岩切剛丈
- デザイン・ディレクション：難波和宏、叶地規代子
- サウンド・プロデューサー：冨田朋也
- プロデューサー：蛭子悦延
- エグゼクティブ・プロデューサー：梅崎重治

## 評価
ゲーム誌『ファミ通』の「クロスレビュー」では合計25点（満40点）となっている。